# Бонч-Осмоловская, Елизавета Александровна
Елизаве́та Алекса́ндровна Бонч-Осмоло́вская (урожд. Формозова, род. 27 января 1951) — российский микробиолог. Член-корреспондент РАН (2016), доктор биологических наук (1994), профессор (2013), заведующая кафедрой микробиологии биологического факультета МГУ (с 2018).
Заведующая отделом биологии экстремофильных микроорганизмов и г. н. с. Федерального исследовательского центра «Фундаментальные основы биотехнологии» Российской академии наук.

## Биография
Дочь А. Н. Формозова от брака с Варварой Ивановной Осмоловской (1916—1994), внучка И. А. Бонч-Осмоловского, внучатая племянница Г. А. Бонч-Осмоловского. Окончила биологический факультет МГУ (1973), училась в аспирантуре ИНМИ АН СССР.
В 1978 году защитила кандидатскую диссертацию «Взаимоотношения микроорганизмов в метанобразующей популяции», в 1994 году в Институте микробиологии РАН — докторскую диссертацию по теме «Восстановление элементной серы в микробных сообществах гидротерм» (официальные оппоненты И. И. Волков, Е. Л. Головлёв, Е. Н. Кондратьева).
Бессменный руководитель со времени основания отдела биологии экстремофильных микроорганизмов Федерального исследовательского центра «Фундаментальные основы биотехнологии» Российской академии наук (до 2017 — лаборатория гипертермофильных микробных сообществ, образованная в 1996 году из состава лаборатории микробных сообществ академика Г. А. Заварзина (как вспоминала об этом сама Бонч-Осмоловская: «Нас было тогда шесть человек, примерно одного возраста, от 35 до 45 лет» — а в 1998 году к ним пришли первые студенты), самостоятельная лаборатория ИНМИ РАН с 2012 года).
До 2017 года — заведующая отделом и заместитель директора по научной работе Института микробиологии им. С. Н. Виноградского РАН.
С 1 декабря 2018 года заведующий кафедрой микробиологии биологического факультета МГУ.
Заместитель председателя экспертного совета ВАК РФ по биологическим наукам (с 2013). В 2017 году избрана в состав Совета по науке при Министерстве образования и науки РФ.
Президент Межрегионального микробиологического общества, член президиума Международного общества микробной экологии. Член Американской академии микробиологии (2013).
Отмечена премией имени С. Н. Виноградского Президиума РАН и премией Берги (Bergey Award, 2016).
Автор около 100 научных публикаций.

## Общественная позиция
В сентябре 2020 года подписала письмо в поддержку протестных акций в Белоруссии.
В феврале 2022 подписала открытое письмо российских учёных и научных журналистов с осуждением вторжения России на Украину и призывом вывести российские войска с украинской территории.

## Семья
- Муж — математик Александр Михайлович Бонч-Осмоловский;
  - Дочь — Анастасия (род. 1975) — лингвист.
  - Сын — Михаил (род. 1979) — математик, экономист.